# Marcelo Sarvas
Marcelo Fazzio Sarvas (San Paolo, 16 ottobre 1981) è un ex calciatore brasiliano, di ruolo centrocampista.

## Carriera
Cresciuto nel Corinthians, ha trascorso gran parte della sua in Svezia, dove, nonostante abbia giocato nelle leghe minori, ha trovato spazio nell'Allsvenskan con il Mjällby AIF. Il 6 dicembre 2011 firma per il Los Angeles Galaxy.

### Allenatore
Conclusa la carriera da calciatore, intraprende il percorso da allenatore entrando a far parte prima dell'Academy del Colorado Rapids e poi in quella del LA Galaxy. Il 26 agosto 2022 viene assunto come allenatore del Ventura County e rimanendovi fino al settembre della stagione 2023.

## Palmarès

### Club
- Campionato costaricano: 1

Alajuelense: 2011
- Campionato MLS: 2

Los Angeles Galaxy: 2012, 2014